# Alexandra Beaton
Alexandra Beaton (5 december 1994) is een Canadese actrice. 
Ze verwierf voornamelijk bekendheid door haar hoofdrol als Emily in de televisieserie The Next Step. Van de serie zijn vier seizoenen opgenomen.